# ジェームズ・ハリソン (献血者)
ジェームズ・クリストファー・ハリソン OAM (James Harrison、1936年12月27日 - 2025年2月17日) はオーストラリア出身の献血者。彼の血漿はRh血液型不適合疾患に対しての治療に有効な抗体が含まれていたため、18歳から81歳までの間1,173回もの献血を行った。

## 生い立ち
1936年12月27日にニューサウスウェールズ州、ジューニーに生まれる。
1951年、14歳の時に大量の輸血が必要な胸部の大手術を受けた。その経験から、先端恐怖症であるにもかかわらず、献血ができる18歳になれば自らも献血を行い、輸血の恩返しをすることを誓った。

## 献血
ハリソンは1954年に初めての献血を行った。何度かの献血を行ううちに、彼の血液にはRh因子に対する異常に強く、持続性のある抗体が含まれていることが発見された。高レベルの抗D抗体を含む血液は、新生児溶血病（HDN）を予防するために使用される治療薬・抗Dヒト免疫グロブリン製剤の製造に利用される。この治療薬は、妊娠中および出産後に、RhD陰性の母親が、RhD陽性の胎児を妊娠している場合に投与され、母親がRhD陽性の新生児の血液に対する抗体を作らないように防ぐ作用がある。このRh因子に対する抗体が作られると、胎盤を通して胎児の血液に入り、胎児の赤血球を破壊し新生児溶血病を引き起こす。これが一般的な新生児溶血病の原因でもある。
ハリソンは、1969年に始まったニューサウスウェールズ州のRhプログラムの血液ドナーの一人であり、それ以降継続的に献血を行ってきた。全血輸血とは異なり、血漿を提供するための成分輸血は2週間に1回の頻度で行うことができるため、2011年5月に1,000回目の献血を達成した。57年間に平均で3週間に1回の献血を行っていたこととなる。この記録について、「私はこの記録が破られることを願っていると言えるでしょう。なぜなら、この記録が破られるということは、1,000回の血液提供を達成したことになるからです。」と語った。2018年5月11日、81歳以上のドナーからの献血を禁止するオーストラリアの指針に従い、最後の献血を行った。64年間で1,173回目の献血を行った。
ニューサウスウェールズ州のRhプログラムの血液ドナーたちは、献血を通じて何百万回分の抗D抗体を提供し、何千人もの死や死産を防ぎ、さらに多くの新生児溶血病によって引き起こされる病気や障害を防いだ。ハリソンの生涯にわたる献血は、240万回分の製剤に相当する。また、ニューサウスウェールズ州で製造されたすべての抗D製剤に貢献した。1999年6月7日、彼はオーストラリア勲章（OAM）を授与されている。
2007年、アメリカとの自由貿易協定に関する見直しから生まれたオーストラリアの血漿提供を外国企業に開放する計画にハリソンは批判的であった。彼は、国外提供を開放するとボランティアによる献血が減少するだろうと考えていた。2011年には、オーストラリア・オブ・ザ・イヤー賞のニューサウスウェールズ州ローカルヒーロー部門にノミネートされた。

## 日常生活と妻との死別
ハリソンは、故郷のジュニー出身で同じく血液提供者であったバーバラ・リンドベックと結婚していたが、バーバラは2005年に死去した。夫妻は故郷から約500km（310マイル）離れたニューサウスウェールズ州のウマイナビーチに住んでいた。彼らには娘のトレイシーがいて、トレイシーを通じてジャレッドとスコットという2人の孫が生まれた。ハリソンの献血を含む製剤は、トレイシーがスコットを妊娠していた時、またジャレッドの妻であるレベッカが妊娠していた時にも使用された。ジャレッドは「祖父の身体の一部が母親に入ったことで、僕に兄弟をあたえてくれた。そして僕の子供たちや曾孫たちも守ってくれた。大変素晴らしいことだ。」と語っている。
2025年2月17日、ハリソンはニューサウスウェールズ州ウマイナビーチのペニンシュラ・ビレッジズ特別養護老人ホームで老衰した。享年88歳であった。